# Ahmet Yıldırım
Ahmet Yıldırım (Amásia, 25 de fevereiro de 1974) é um ex-futebolista profissional turco que atuava como zagueiro e volante. Disputou a Copa das Confederações de 2003. Atualmente é treinador do Pendikspor, da Turquia.

## Carreira
Ahmet Yıldırım integrou a Seleção Turca de Futebol na Copa das Confederações de 2003.

## Títulos
Seleção Turca
- Copa das Confederações de 2003: 3º Lugar